# کرالیه
کرالیه (به لاتین: Kralje) یک منطقهٔ مسکونی در مونته‌نگرو است که در شهرداری آندریژویکا واقع شده‌است. کرالیه ۲۰۵ نفر جمعیت دارد.